# Xenocalamus
Xenocalamus — рід отруйних змій родини земляних гадюк (Atractaspididae). Представники цього роду мешкають в Центральній і Південній Африці.

## Опис
Представники роду Xenocalamus мають циліндричне тіло та дуже короткий, тупий хвіст. Голова у них маленька, не відділена від шиї. Морда загострена, дуже сплющена. Ростральні луски дуже великі з тупими горизонтальними краями, знизу пласкі. Зіниці округлі. Між ніздрями дві назальні луски, задні назальні луски дуже великі. Лореальні луски відсутні. Префронтальні луски поєднані з фронтальними. Передні скроневі луски відсутні. Спинні луски гладкі, без вершинних ямок, формують 17 рядів. Черевні луски округлі, формують 2 ряди. Верхня щелепа дуже округла, з п'ятьма зубами, які поступово збільшуються в розмірах. За ними після проміжку йдуть два великих рифлених ікла, розташовані під очима. Передні зуби нижньої щелепи дещо більші за задні.

## Види
Рід Xenocalamus нараховує 5 видів:
- Xenocalamus bicolor Günther, 1868
- Xenocalamus mechowii W. Peters, 1881
- Xenocalamus michelli L. Müller, 1911
- Xenocalamus sabiensis Broadley, 1971
- Xenocalamus transvaalensis Methuen, 1919

## Етимологія
Наукова назва роду Xenelaphis походить від сполучення слів дав.-гр. ξενος — чужий і καλαμος — тростина.